# Chiyoda (Gunma)
Chiyoda (千代田町?) è una cittadina giapponese della prefettura di Gunma.